# Buecher.de
buecher.de ist ein deutsches Internet-Versandhaus für Medien mit Sitz in Hagen.

## Geschichte
Das Unternehmen wurde 1999 in Augsburg als booxtra GmbH & Co. KG gegründet. Erster Geschäftsführer war bis Frühjahr 2007 der Journalist Klaus Driever, damals Leiter des Bereichs Neue Medien bei der Verlagsgruppe Weltbild. Im November 2001 erfolgte die Übernahme der Domain www.buecher.de, der Marken- und Designrechte an der Marke buecher.de sowie der Firma von der von Liquidation betroffenen Mediantis AG (ehem. buecher.de AG) aus Tutzing. Durch den Kauf der deutlich bekannteren Marke konnte Booxtra seinen Umsatz vervielfachen.
Seit dem Jahr 2005 wurde das Unternehmen als buecher.de geführt und erzielte in diesem Jahr einen Umsatz von 25 Mio. Euro. Geschäftsführer Driever verließ 2007 seinen Posten bei buecher.de und Gerd Robertz trat seine Nachfolge an. Der Umsatz stieg 2007 auf 31 Mio. Euro. Acht Jahre später übernahmen Clemens Todd und Günter Hilger die Geschäftsführung von buecher.de. Ab dem 22. Dezember 2023 waren Günter Hilger und Christian Sailer die Geschäftsführer von buecher.de. Zwischen dem 10. Juni 2024 und dem 5. November 2024 war Günter Hilger alleiniger Geschäftsführer von buecher.de.
Nach der Insolvenz der WB D2C Group 2024 wurde buecher.de von Thalia übernommen. Das Bundeskartellamt gab die Übernahme am 4. November 2024 frei. Der Onlineshop und die Marke buecher.de werden von der buecher.de internetstores GmbH weitergeführt. Seit dem 6. November teilen sich Monica Sawhney, Roland Kölbl und Günter Hilger die Geschäftsführung.

## Gesellschafter
Gründungsgesellschafter des Unternehmens (damals noch unter dem Namen booxtra) waren zu gleichen Anteilen die T-Online International AG, die Verlagsgruppe Weltbild GmbH, die Holtzbrinck NetworXs GmbH (eine Tochtergesellschaft der Stuttgarter Verlagsgruppe Georg von Holtzbrinck GmbH) und der Berliner Verlag Axel Springer SE. T-Online stieg im Frühjahr 2007 aus, die verbliebenen drei Gesellschafter waren seither zu je 33,3 % beteiligt. Ende 2013 übernahm Weltbild den Holtzbrinck-Anteil. Im Jahr 2014 veräußerte Springer seinen Anteil an das mittlerweile zur Droege Group gehörende Unternehmen Weltbild. Von Januar 2017 bis Mitte 2024 war die zur Droege Group gehörende Special Multi Channel Holding alleiniger Gesellschafter des Unternehmens. Im November 2024 übernahm die Thalia Bücher GmbH das Unternehmen, das seitdem unter buecher.de internetstores GmbH firmiert.

## Produkte
buecher.de ist mit über 15 Millionen Produkten einer der führenden deutschen Buch- und Medienhändler im Internet. Das Sortiment des Online-Versandhändlers umfasst Bücher, E-Books, Unterhaltungsmedien (Games, Musik, Filme) sowie Spielwaren.

## Sonstiges
buecher.de war der Initiator von die Buch-Checker, einem Projekt mit dem Ziel, Schulklassen bzw. Schüler zu motivieren, Bücher zu lesen und Rezensionen zu schreiben. Die Klassen mit den besten Rezensionen wurden prämiert. Bis 2014 hatten über 800 Klassen an dem jährlich stattfindenden Wettbewerb teilgenommen und über 55.000 Rezensionen eingereicht.